# Balmazújváros
Balmazújváros (Neustadt auf der Heiduckenboden in tedesco) è una città dell'Ungheria di 18.149 abitanti (dati 2001). È situata nella contea di Hajdú-Bihar.

## Amministrazione

### Gemellaggi
- Łańcut in Polonia